# Dolná Lehota (powiat Brezno)
Dolná Lehota – wieś (obec) na Słowacji położona w kraju bańskobystrzyckim, w powiecie Brezno. Pierwsze wzmianki o miejscowości pochodzą z roku 1424.
Według danych z dnia 31 grudnia 2012, wieś zamieszkiwało 779 osób, w tym 372 kobiety i 407 mężczyzn.
W 2001 roku rozkład populacji względem narodowości i przynależności etnicznej wyglądał następująco:
- Słowacy – 98,24%
- Czesi – 0,81%
- Romowie – 0,41%
- Rusini – 0,14%

Ze względu na wyznawaną religię struktura mieszkańców kształtowała się w 2001 roku następująco:
- Katolicy rzymscy – 79,03%
- Grekokatolicy – 8,66%
- Ateiści – 11,1%
- Przedstawiciele innych wyznań – 0,14%
- Nie podano – 1,08%